# Operació Atalanta
EU NAVFOR Somalia, també coneguda com a Operació Atalanta, és una operació militar actual contra la pirateria al mar des de la Banya d'Àfrica i al'oceà Índic occidental, i que és la primera empresa de la Força Naval de la Unió Europea. La seu operativa es troba a Northwood Headquarters al Regne Unit.
La missió fou posada en marxa el desembre de 2008 amb un enfocament a la protecció dels vaixells de Somàlia i enviaments pertanyents al Programa Mundial d'Aliments i a la Missió de la Unió Africana a Somàlia, així seleccionar altres enviaments vulnerables. A més, l'operació Atalanta supervisa l'activitat pesquera en el litoral regional. En 2012 l'abast de la missió es va expandir per incloure territoris costaners de Somàlia i aigües internes per tal de coordinar operacions de contrapirateria amb el Govern Federal de Transició de Somàlia (GFT) i les administracions regionals. El 16 de juliol de 2012, la UE també va ordenar la missió EUCAP Nestor per construir la capacitat marítima dels navilis regionals.

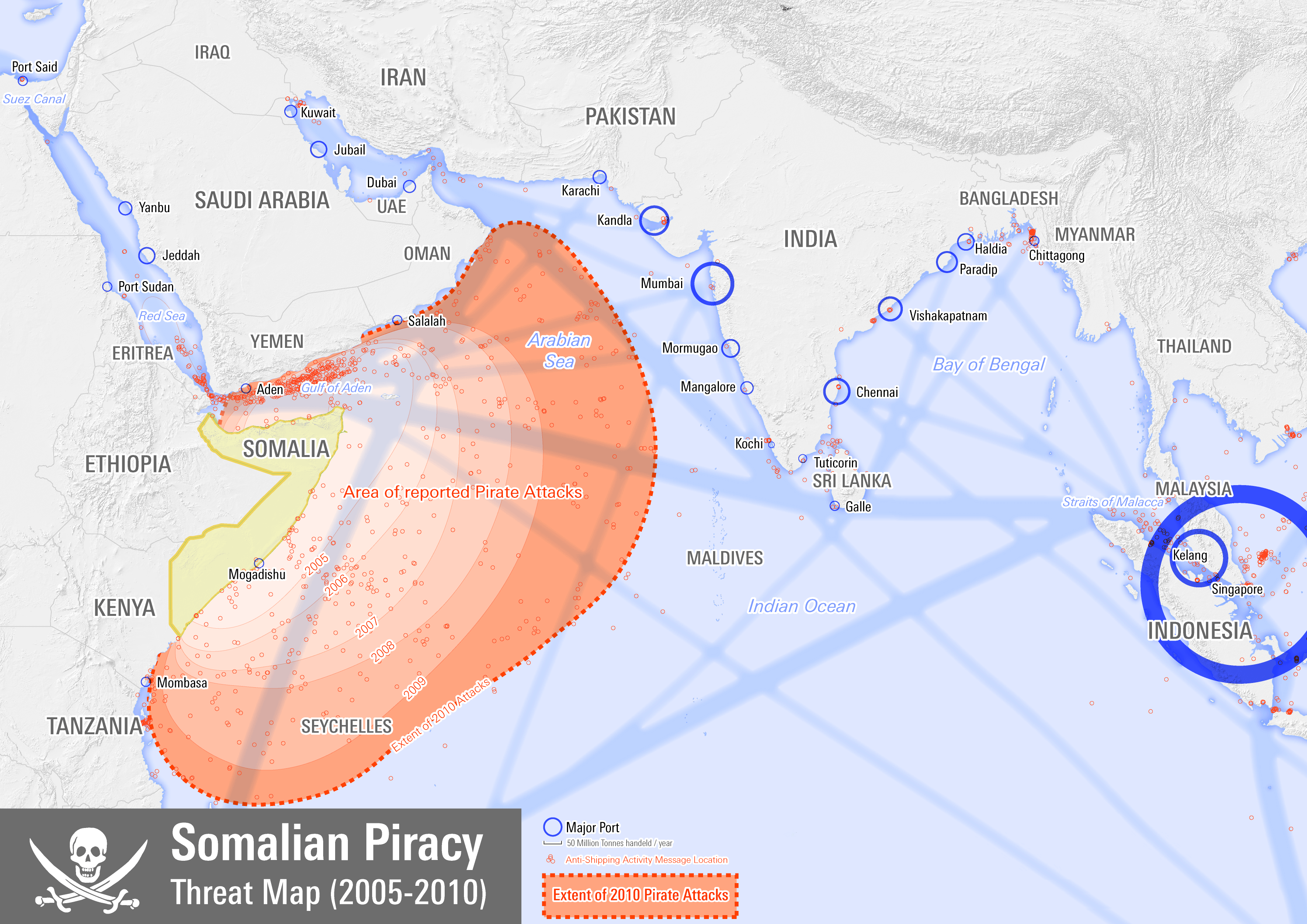
Amenaça pirata a Somàlia, 2010

Forma part d'una acció global més àmplia de la Unió Europea per prevenir i combatre els actes de pirateria a l'Oceà Índic, i es posa en marxa la primera operació naval de la UE. Cooperava amb la multinacional Combined Task Force 151 de les Forces Marítimes combinades (CMF) i l'antipiratería de l'Operació Ocean Shield de l'OTAN.

## Informació general
Sota l'Acció comuna 851 del Consell de la Unió Europea, que es basa en diverses resolucions de l'ONU, l'operació ATALANTA:
- Protegeix els vaixells del Programa Mundial d'Aliments (PMA), de la Missió de la Unió Africana a Somàlia (AMISOM) i altres enviaments vulnerables;
- Deté i trenca la pirateria i el robatori armat al mar;
- Supervisa les activitats de pesca a la costa de Somàlia;
- Dona suport altres missions de la Unió Europea i organitzacions internacionals que treballen per enfortir la seguretat i la capacitat marítima de la regió.[1]

El 28 de novembre de 2016, el Consell de la Unió Europea va ampliar el mandat d'operació ATALANTA fins a desembre de 2018.
Situada a la seu de l'Operació ATALANTA es troba el Centre de Seguretat Marítima - Banya d'Àfrica (MSCHOA), una iniciativa creada per la Força Naval de la Unió Europea, amb una estreta cooperació de la indústria. El centre MSCHOA ofereix un seguiment tripulat durant 24 hores de vaixells que transiten pel golf d'Aden, mentre que el subministrament d'un lloc web interactiu permet al Centre comunicar les últimes orientacions contra la pirateria a la indústria i que les empreses i operadors d'enviaments registrin els seus moviments a través de regió.
La participació a la UE NAVFOR va més enllà dels estats membres de Unió Europea. Noruega va ser el primer país no comunitari a contribuir a l'operació, amb un vaixell de guerra el 2009. A partir de llavors, Croàcia (preadhesió), Montenegro, Sèrbia i Ucraïna han proporcionat funcionaris a la Caserna Operativa (OHQ) i la Seu de la Força (FHQ). Ucraïna va contribuir amb un vaixell de guerra a principis de 2014, i Nova Zelanda va contribuir amb un actiu MPRA el mateix any. The Republic of Korea formally joined EU NAVFOR on 27 febrer 2017.
Al voltant de 1200 persones estan involucrades a ATALANTA, amb una mida de la força que normalment varia entre 4-6 vaixells de combat de superfície i 2-3 avions de patrulla marítima. El 2016, el pressupost va ser de 6,3 milions d'euros per als costos comuns del mandat.

## Cooperació internacional judicial per posar fi a la impunitat
La pirateria s'ha d'entendre com una activitat criminal organitzada que es produeix al mar. Està organitzat en terra, amb tripulacions de segrest i vaixells per rescat com a model de negoci. L'enjudiciament dels sospitosos de la pirateria és un component clau de la lluita general contra la pirateria. La UE NAVFOR busca, quan és possible, un final legal. Les transferències de pirates sospitosos per judici a les autoritats competents segueixen sent necessàries per posar fi a la impunitat a l'Oceà Índic.
La Unió Europea està ajudant al Programa de les Nacions Unides per al Desenvolupament (PNUD) i l'Oficina de Nacions Unides contra la Droga i el Delicte (ONUDD) en la seva tasca per establir les condicions suficients per permetre processos de pirateria justos i eficients a Somàlia. La Unió Europea és el principal contribuent del programa de lluita contra la pirateria de la ONUDD. A curt termini, les transferències per a judici dels vaixells de la UE NAVFOR continuen sent necessàries per posar fi a la impunitat a l'Oceà Índic.

## Preludi
El Govern Federal de Transició de Somàlia va escriure al president del Consell de Seguretat de les Nacions Unides que demanava ajuda internacional per combatre la pirateria i el robatori a mà armada contra els vaixells de la costa de Somàlia. El juny de 2008, el Consell va aprovar per unanimitat la Resolució 1816 del Consell de Seguretat de les Nacions Unides que autoritza a les nacions que tenien l'acord del Govern Federal de Transició d'ingressar a les aigües territorials de Somàlia per fer front als pirates. La mesura, per part de França, els Estats Units i Panamà, van durar sis mesos. França inicialment volia que la resolució inclogués altres regions amb problemes de pirateria, com l'Àfrica Occidental, però s'hi van oposar Vietnam, Líbia i la República Popular de la Xina, que volien que la infracció de la sobirania es limités a Somàlia.

## Destacats operatius
El 2 de gener de 2009 una de les naus de l'operació va capturar vuit pirates que estaven a bord d'un vaixell.
El 14 d'abril de 2009, la fragata francesa Nivôse adscrita a l'operació Atalanta, va capturar 11 sospitosos pirates, juntament amb la seva nau mare i dos esquifs, en una operació focalitzada de la UE NAVFOR duta a terme a l'Oceà Índic. El vaixell francès va respondre al missatge de socors del baixell de 21.000 tones sota pavelló de Libèria va assenyalar amb la marca de MV Safmarine Asia, que es trobava sota un atac d'armes curtes i de RPG per dos esquifs que operaven d'una nau mare pirata. El vaixell de guerra va desplegar el seu helicòpter, que va arribar ràpidament a l'escena per dissuadir el segrest i vigilar el vaixell mare fins que va arribar la fragata.
El 26 de maig de 2009, el vaixell de la força naval de la UE HSwMS Malmö va respondre a una crida de socors del vaixell de càrrega europeu M/V Antonis i va capturar set sospitosos de pirates.
Del 5 al 7 de març de 2010 van estar en acció forces de França, Itàlia, Luxemburg, Espanya i Suècia; la fragata francesa Nivôse (F 732) va aconseguir la seva "major confiscació" actualitzada en un vaixell d'enviament vital de la costa de Somàlia, amb 35 pirates arrestats i quatre naus confiscades en tres dies.
Al maig de 2010 hi va haver una sèrie d'incidents a la zona. El destructor rus  Mariscal Shaposhnikov va alliberar el vaixell de 106.474 tones MV Moscow University, que va ser a uns 350 quilòmetres a l'est de Socotra, transportant el petroli cru de Sudan a la Xina. Dos dies més tard, el Ministeri de Defensa de Rússia va dir que havia estat impossible establir la ciutadania dels pirates o establir motius legals per perseguir, així que els pirates foren tornats a la seva embarcació i posats en llibertat. En un altre incident, un avió suec unit a la força naval de la UE, el vaixell de guerra francès Lafayette i el navili neerlandès HNLMS Johan de Witt van col·laborar en la captura d'un grup d'acció pirata compost d'un balener i dos esquifs, a uns 400 quilòmetres al nord-oest de les illes Seychelles. Els informes d'aquests incidents, citant altres informes de notícies, van concloure que els pirates tenien prop de 20 vaixells i prop de 300 tripulants.
Al setembre de 2011, els marines del vaixell espanyol Galicia (L51) van rescatar a la ciutadana francesa Evelyn Colombo. Havia estat segrestada des d'un iot francès i el seu marit fou assassinat mentre intentava protegir-la.
En novembre de 2012 marines del SPS Infanta Cristina alliberaren 21 mariners pakistanesos de l'arrossegador Al Talal, que havia estat segrestat, i van detenir 9 pirates.
El 15 de maig de 2012, les forces navals de la Unió Europea van realitzar la seva primera incursió sobre bases pirates a la part continental de Somàlia com a part de l'operació, dient que havien destruït alguns vaixells. Les forces van ser transportades per helicòpter a les bases pirates prop del port de Harardhere. L'atac es va dur a terme durant la nit i, segons les forces europees, cap resident local va resultar ferit durant la missió.

## Unitats desplegades

### Vaixells
Els següents vaixells formen part de la flota actual de la UE NAVFOR a l'Operació Atalanta el 24 de febrer de 2017. Operació Atalanta era el designant task force de la Task Force 465.
| Estat  | Vaixell        | Tipus                        | Helicòpter |
| ------ | -------------- | ---------------------------- | ---------- |
| Itàlia | Virginio Fasan | Fragates multipropòsit FREMM |            |

Consulteu el lloc web EUNAVFOR.EU per a la llista actual d'unitats desplegades.

### Avions
A partir de l'11 d'abril de 2016, els següents avions estan implementats actualment amb la Força Naval de la Unió Europea - Operació Atalanta.
| Estat | Aparell    | Tipus                                        |
| ----- | ---------- | -------------------------------------------- |
|       | P-3M Orion | Aviació de patrulla marítima i reconeixement |
|       | P-3C Orion | Aviació de patrulla marítima i reconeixement |